# حمام السخنة
حمام السخنة بلدية بدائرة حمام السخنة، ولاية سطيف الجزائرية
اصل وصف لؤلؤة السباخ
كل مدينة لها وصف يعبر عن تاريخها أو تضاريسها أو مميزاتها الطبيعية. أما مدينة حمام السخنة، فقد اختير لها وصف "لؤلؤة السباخ"، وذلك بناءً على مشهد طبيعي لافت في المنطقة. في السنوات الأولى بعد دخول الألفية الجديدة، كان مدير المركز الثقافي السيد منوّر مبارك عزام جالسًا في مكتبه وقت العصر، حيث لاحظ انعكاس ضوء الشمس الساطعة على سبخة البيضاء أو شط الصايدة. كانت حبيبات ملح السبخة تتلألأ وتلمع كالبلور، مما ألهمه فكرة إطلاق هذه التسمية على المدينة.
كان اختيار هذا الاسم متناسبًا مع المدينة الصغيرة والنظيفة، التي تتميز بجمالها الطبيعي وبيئتها الفريدة. "لؤلؤة السباخ" يعكس نقاء المدينة وصفاء طبيعتها التي لا مثيل لها.
يُذكر أن المركز الثقافي في حمام السخنة كان له دور مهم في تعزيز الثقافة المحلية وتوثيق تاريخ المدينة، حيث شهد العديد من الفعاليات الثقافية التي ساهمت في نشر هذا الوصف المميز للمدينة. تحت إدارة السيد منوّر مبارك عزام، أصبحت المدينة نقطة جذب للمواطنين والزوار على حد سواء.

## التعليم
- الابتدائي: تتوفر البلدية على 9 مدارس ابتدائية بها 68 قسما .
- المتـوسط: تتوفر بلدية حمام السخنة على 3 متوسطات .
- الثـانوي: يوجد ببلدية حمام السخنة ثانوية واحدة .

## الصحة
تتوفر البلدية على مؤسسة عمومية للصحة الجوارية .

## الرياضة
تتوفر الب.لدية على ملعب بلدي، مركب رياضي جواري، بالإضافة إلى 9 ملاعب جوارية موزعة عبر مشاتي البلدية، بيت للشباب بسعة 50 سريرا ومسبح نصف أولمبي بالإضافة إلى مشروع إنجاز ملعب ذو العشب الاصطناعي .

## البريد والمواصلات
يوجد بالبلدية مركز بريدي لا يلبي احتياجات المواطنين، كما تم اختيار أرضية لإنجاز مكتب بريدي .

## الفلاحة
يغلـب على البلدية الطابع الفلاحي وذلك لشساعة وخصوبة أراضيها، تبلغ المساحة الصالحة للزراعة بها حوالي 13500 هكتار، تعتمد بالدرجة الأولى على السقي بمياه الأمطار يهتم فلاحوها بزراعة الحبوب خاصة القمح والشعير، بالإضافة إلى بعض الخضروات .

## الطـرقات
تتخلل إقليم بلدية حمام السخنة شبكة مهمة من الطرق منها الطريق الوطني رقم 75 الرابط بين ولاية سطيف وباتنة على مسافة 18 كلم، طرق بلدية معبدة طولها 50 كلـم .

## الثـقافة
تتوفر البلدية على مركز ثقافي ومكتبة بلدية .

## المؤسسـات المنتجة والصناعية
وحـدة صناعة السيراميك ملك للخواص .